# 黒孩子
黒孩子（黑孩子, 拼音: hēi hái zi, ヘイハイツ、ヘイハイズ）または黒戸（黑户, 拼音: hēi hù, ヘイフー）（英: Black children, ブラックチルドレン）とは、中華人民共和国において、一人っ子政策に反して生まれたために戸籍を持つことができない子供のことである。俗称として闇っ子（やみっこ）という表現があり、一部報道ではこの表現が用いられることもある。

## 概要
この言葉における黒は「闇」という意味で、これは政府の視点による言葉である。その数は数千万から数億人と言われており、実数ははっきりしていない。黒孩子は、一人っ子政策開始直後から認識されており、1982年の人口調査で既に全10億の人口中475万人（人口比0.47%）が把握されていた。2010年に中国国家統計局が行った人口調査では、戸籍を持たない人の数が総人口のおよそ1%にあたる約1300万人に及び、その大半が黒孩子だとみられている。黒孩子は戸籍上は存在しないため、国民として認められておらず、学校教育や医療などの行政サービスを受けることができないといった状況にある。
背景には一人っ子政策における賞罰の明確性が挙げられる。一人っ子の時には様々な恩恵が得られるのに対し、二人以上の子どもを持つと「両親ともに昇級・昇進の停止」、「学校への優先入学権の剥奪」、「各種手当ての停止」、「高額な罰金」などの極めて大きな待遇の差が生じる。こうした不利益を避けるために、二人目以降の子供の出生登録をしないという事態が起こっている。特に、労働力を必要とする西部の農村地域ではその傾向が強いと考えられている。農村では一人っ子政策実施以降、男子の誕生を願う傾向が強化され、胎児が女子であることが分かると中絶することも多く、人口統計でも男子の誕生割合が他国に比して極めて高いという結果となって現われている。
また、中国の一部では、子供が生まれてから数時間の間に密輸業者に売られ、その業者が中国国内の富裕層や外国へその子供たちを売り飛ばしていると言われている。例えば、福建省の北部では80年代から90年代にかけて、一万人以上の乳幼児が仲介業者に売られたとされる。
このような無戸籍者の問題解決のため中国政府は2015年対象となる約1300万人に戸籍の付与を行う方針を示した。そして問題の原因となった一人っ子政策も廃止した。

## 題材として取り上げた作品
- バリスティック - 黒孩子が、殺し屋として訓練された役柄を、ルーシー・リューが演じる映画。
- 龍が如く6 命の詩。 - 黒孩子を出自とするマフィア構成員や暴力団幹部が登場。
- ギャングース - 黒孩子を出自とするマフィアが登場。主要人物のユイカも日本生まれの黒孩子。
- 嘘喰い - 帝国タワー ドティ編にて黒孩子の捨隈が敵として登場。